# Кусиньш, Екатерина Ивановна
Екатери́на Ива́новна Ку́синьш (до 2006 — Певцо́ва) (р. 2 ноября 1984 года, Липецк) — российская волейболистка. Центральная блокирующая. Мастер спорта. 
Начала заниматься волейболом в Липецке в 1991 году. Первый тренер — Н. А. Шахова. С 1992 — в городской ДЮСШ-2. В 2000—2013 — игрок липецкой команды «Стинол»/«Индезит» (кроме сезона 2010/11, проведённого в ВК «Воронеж»). С 2003 выступала в основном составе.  
По итогам чемпионата России 2006/2007 вошла в тройку лучших блокирующих суперлиги.
В настоящее время носит фамилию Бреева.